# Ein himmlischer Irrtum
Ein himmlischer Irrtum ist eine US-amerikanische Fantasykomödie aus dem Jahr 1994.

## Handlung
Der Teenager Eddie Chandler ist alles andere als einfach. Er schwänzt die Schule, ist schon einmal von zu Hause ausgerissen und sogar zweimal von der Schule geflogen. Nun muss er um in die Gang von Vinni und Mole aufgenommen zu werden einen Ladendiebstahl begehen. Er stiehlt eine Tüte Chips, wird aber vom Ladeninhaber dabei ertappt. Dieser verfolgt ihn und Eddie läuft vor ein Auto. Bewusstlos bleibt er auf der Straße liegen und Vinnie und Mole haben nichts Besseres zu tun als wegzulaufen. Eddie wird ins Krankenhaus eingeliefert, seine alleinerziehende Mutter Kathy informiert.
Im Krankenhaus hat Eddie eine außerkörperliche Erfahrung, er sieht wie die Ärzte seinen Körper mit dem Defibrillator bearbeiten. Geschockt stolpert er zurück und dabei durch eine Wand, sodass er sich plötzlich in einem anderen Krankenzimmer befindet. Die dort liegende Patientin sagt, dass sie ihn schon erwartet habe und ist enttäuscht als Eddie sie nicht mitnehmen will. Alle anderen Menschen können Eddie nicht sehen. Auf einmal steht ein Mann hinter Eddie, der ihn bittet mit ihm zu kommen. Die beiden betreten den Fahrstuhl und der Mann erzählt ihm, dass er Howard heiße und als Ersatztransportengel eingesprungen sei. Eddie weiß zunächst nicht, wie ihm geschieht und kann nicht verstehen, dass er tot sein soll. Howard bittet Eddie mehrmals, den Aufzugsknopf Richtung Paradies zu betätigen. Im Himmel angekommen, erwartet ein anderer Mann sehnsüchtig die Ankunft des Aufzugs, jedoch ist er enttäuscht, als er Eddie erblickt, und meint, es liege eine Verwechslung vor. Plötzlich klingelt im Aufzug ein Telefon und Howard erfährt, dass es tatsächlich zu einer Verwechslung der „Toten“ gekommen ist und er nun innerhalb von drei Menschentagen Eddies Leben in Ordnung bringen muss. Zunächst bringt er Eddie zurück auf die Erde und dann zurück in seinen Körper. Als Hilfsmittel steht im hierbei eine Art Stoppuhr zur Verfügung, die das menschliche Leben auf der Erde anhält. Eddies Geist steigt zurück in seinen Körper und die Ärzte, die an sich schon sein Leben aufgegeben hatten, sind überrascht als plötzlich wieder Herztöne einsetzen. Eddies Mutter Kathy, die inzwischen im Krankenhaus angekommen ist, steht glücklich an seinem Krankenbett.
Nachdem Eddie entlassen worden ist, bekommt er einen neuen Bewährungshelfer. Seine Geschichte mit dem Engel Howard glaubt seine Mutter ihm nicht. Doch dieser ist ausgerechnet sein neuer Bewährungshelfer. Zunächst gehen die beiden in den Laden, in dem Eddie gestohlen hat um wie Howard es nennt Wiedergutmachung zu betreiben. Kaum hat Eddie den Wert von 1,29 $ erstattet, geschieht im Laden ein Überfall. Howard, der in das Geschehen auf der Erde nicht eingreifen darf, bittet Eddie etwas zu tun. Als dieser dazu nicht bereit ist, beamt sich Howard durch den Verkaufsraum und bringt die Waffe des Täters dazu auseinanderzufallen. Eddie schüttet zu guter Letzt noch glitschigen Saft auf den Boden, sodass dieser stürzt, das Geld fallen lässt und schließlich flüchtet. Im Anschluss begeben sich Howard und Eddie zu einem Rehabilitationszentrum, in dem Eddie Sozialstunden ableisten soll. Dort trifft er auf Wilfried, der ein kaputtes Knie hat und sich daher nicht recht zutraut Basketball zu spielen. Nach gutem Zureden und einigen Tipps von Eddie schafft er es aber, einen Korb zu werfen, und ist mehr als glücklich und dankbar. Auch Howard und die Krankenschwester sind beeindruckt von Eddies Freundlichkeit. Nun will Howard Eddys Mutter kennenlernen; sie besuchen sie also in ihrem Büro bei Comtech. Doch bevor sie das Gebäude betreten können, bekommt Howard wieder einen Anruf von oben – diesmal klingelt eine Parkuhr. Man beschwert sich über sein Eingreifen bei dem Ladenüberfall und sein Outfit. Kathy, Eddies Mutter, ist sehr angetan von Howard, zumal dieser ihre Kopfschmerzen heilt. Zudem lernt Howard Ms Chandlers Boss und derzeitigen Partner Parker Ericson kennen. Kathy war zuvor in ihrem Computer eine ihr unbekannte Datei Morningstar aufgefallen und äußert, da sie die einzige, die Zugang zu dem Programm hat, Bedenken, was es damit auf sich haben könnte. Parker versucht sie zu beruhigen. Howard und Eddie machen sich auf den Weg zu Eddies Schule Harwood High School. Im Park sehen sie wie Vinnie Wilfried bedrängt, Howard versucht abermals an Eddies Hilfsbereitschaft zu appellieren, doch zunächst denkt dieser das ihn alles nichts anginge. Letztendlich stellt er sich Vinnie und kann ihn dank Howard, der mit Hilfe der Stoppuhr Vinnies Schnürsenkel zusammenbindet, in die Flucht schlagen. An der Schule angekommen erhält Howard erneut einen Anruf, nun klingelt es in einem Baum. Er muss Eddie allein lassen und bittet ihn Hausaufgaben zu machen. Da Eddie aber eigentlich in die Schule muss, verdoppelt ihn Howard kurzerhand, sodass ein Eddie in die Schule gehen kann, der andere nach Hause Hausaufgaben machen. Howard eilt nun zu Kathy Chandler, die in einer Kirche einem Chor lauscht. Als der Dirigent vor Enttäuschung die Chorprobe abbrechen will beruhigt ihn Howard durch Handauflegen. Der Chorleiter nimmt einige Umstrukturierungen vor und der Chor erklingt schließlich schöner als je zuvor, sodass mehrere Menschengruppen zur Kirche eilen. Eddie trifft derweil auf dem Nachhauseweg die Krankenschwester, die ihn bei Wilfried beobachtet hat und ihn auch schon im Krankenhaus angetroffen hatte. Sie zeigt sich beeindruckt von seiner Wandlung und fährt ihn schließlich nach Hause. Am Abend erzählt Kathy Eddie von seiner Kindheit, in der ihn nur ein einziges Lied beruhigen konnte, in dem es um einen Engel ging. Schließlich geht sie mit Parker aus, der als sie ihm erzählt, dass die geheimnisvolle Datei sie weiterhin beunruhige, mit ihr zum Warenlager von Comtech fährt um die ganze Sache zu klären. Howard redet unterdessen dem Wachmann Al ins Gewissen, der für eben jene Leute, die für Morningstar verantwortlich sind, die Alarmanlage abgestellt hatte. Am Warenlager angekommen steigt Parker aus und erkundet die Lage, Kathy ruft Eddie daheim an und kann ihm gerade noch ihren Standort mitteilen, bis sie von hinten gepackt, geknebelt und gefesselt wird.
Eddie macht sich sofort auf den Weg sie zu retten, benachrichtigt aber vorher noch Howard übers Baumtelefon. Kathy und Parker sind währenddessen in der Lagerhalle festgekettet. Kathy berichtet Parker, dass sie inzwischen wisse, worum es bei Morningstar geht, nämlich um geschmuggelte Computerchips und dass sie diese aus dem Weg geschafft habe. Die Entführer versuchen nun das Passwort, das den neuen Standort der Chips verrät, herauszubekommen. Sie drohen Parker Gewalt anzutun, schließlich lenkt Kathy ein und verrät das Passwort Heaven Sent. Nun kommt heraus, dass Parker mit den Entführern unter einer Decke steckt und die Chips schmuggelte, da Comtech kurz vor dem Ruin stand. Er vernichtet alle Beweise, die ihn mit der Sache in Verbindung bringen könnten und will Kathy für alles verantwortlich machen. Unter anderem zündet er auch ein Papier an und wirft es in den Papierkorb, der, als plötzlich der Wachmann Al auftaucht, umkippt und mehrere Kartons entflammt. Parker stößt den Wachmann nieder und begibt sich in einen anderen Teil des Warenlagers. Eddie kommt hinzu und will seine Mutter und den Wachmann retten. Als sich die drei schon auf dem Weg nach draußen befinden, hören sie Parker schreien, der in einem Raum eingeschlossen ist. Eddie geht um ihn zu retten, öffnet die Tür und wird als Parker hinausstürmt von der Tür niedergeschlagen. Er wird schließlich von Howard in Feuerwehrmanngestalt gerettet.
Eddie wacht wieder im Krankenhaus auf, allerdings liegt er dort nicht wegen des Brandes, sondern immer noch wegen seines Autounfalls. Scheinbar war alles nur ein Traum während seiner Bewusstlosigkeit, doch sein Arzt sieht aus wie Howard und heißt auch Dr. David Howard und auch die Krankenschwester scheint immer noch Interesse an Eddie zu zeigen. So denkt Eddie das alles zwar noch nicht passiert ist, aber bestimmt noch passieren kann.
Der „echte“ Howard liefert unterdessen die „echte Tote“ Edie Chandler im Paradies ab und sagt, dass es zu einer Verwechslung der Papiere gekommen sei und Eddie Chandler nur eine Lektion habe bekommen sollen.

## Kritik
TV Spielfilm bezeichnet den Film als „Low-Budget-Komödie mit Schwung und Pfiff“, die „zu Recht preisgekrönt“ wurde.
Der Filmdienst befand, die Verwandtschaft der „sentimentale[n] Komödie mit übersinnlichen Elementen“ zu den Filmklassikern Urlaub vom Himmel (1940) und Der Himmel soll warten (1977) sei unverkennbar.

## Auszeichnungen
Der Film bzw. die Drehbuchautoren James Hennessy und Craig Clyde gewannen beim Houston Film Festival 1995 einen Gold Award in der Kategorie Familienfilme (Family Films)